# Lista de personagens de Hormones: The Series
Hormones (Título completo: Hormones Wai Wawun, em tailandês:  วัยว้าวุ่น), promovido como Hormones: The Series, é um série de televisão tailandesa produzida por GTH e transmitida pela primeira vez em 18 de maio de 2013. O programa segue as vidas e os relacionamentos de um grupo de alunos do ensino médio como eles vão através da escola e da vida doméstica e enfrentam vários problemas. Quebrando o molde da televisão tailandesa, que caracteriza tipicamente novelas tailandeses e sitcoms, Hormones foi concebida com valores de estilo mais ocidentais e de produção mais geralmente associado com a produção de filmes. Também distinguiu-se por caracterizar questões controversas, tais como sexo na adolescência, gravidez, homossexualidade e violência escolar.
Hormones apresenta um elenco rotativo, com novos atores sendo incluídos com o passar das temporada. Para complementar o elenco principal inicial da primeira temporada a GTH lançou um reality da série intitulado Hormnes: The Next Gen.

## Elenco
| Ator                        | Personagem                     | Temporada   | Temporada  | Temporada    |
| Ator                        | Personagem                     | 1           | 2          | 3            |
| --------------------------- | ------------------------------ | ----------- | ---------- | ------------ |
| Pachara Chirathivat         | Win Chaichana Charatchaipracha | Regular     | Regular    | Participação |
| Ungsumalynn Sirapatsakmetha | Kwan Khongkwan Dilokthamsakul  | Regular     | Regular    | Participação |
| Sirachuch Chienthaworn      | Mhog Thawit Chaowakorakul      | Regular     | Regular    | Participação |
| Gunn Junhavat               | Tar Olarn Tantiwongpaibul      | Regular     | Regular    | Participação |
| Sutatta Udomsilp            | Toei Thaneeda Kamolpaisarn     | Regular     | Regular    | Participação |
| Chutavuth Pattarakampol     | Phu Phubes Pattarakamporn      | Regular     | Regular    | Participação |
| Thanapob Leeratanakajorn    | Phai Pollawat Lhaokhunapat     | Regular     | Regular    | Participação |
| Supassra Thanachat          | Sprite Suttanuch Sujinthara    | Regular     | Regular    | Participação |
| Sananthachat Thanapatpisal  | Dao Dujdao Jumruspaisarn       | Regular     | Regular    | Regular      |
| Sedthawut Anusit            | Thee Thatkamjon                | Recorrente1 | Regular    | Participação |
| Kemisara Paladesh           | Koi Wiriya Korkietpirom        | Recorrente  | Regular    | Regular      |
| Napat Chokejindachai        | Pop Panat Chaijindachoke       | Recorrente  | Regular    | Participação |
| Tonhon Tantivejakul         | Phao Pattarakamporn            | Recorrente  | Recorrente | Regular      |
| Thiti Mahayotaruk           | Non Natchanon Kasemchanchai    |             | Recorrente | Regular      |
| Nichaphat Chatchaipholrat   | Phao Pattarakamporn            |             | Recorrente | Regular      |
| Narikun Ketprapakorn        | Oil Onamon Suwisuthakomol      |             | Recorrente | Regular      |
| Teeradon Supapunpinyo       | Sun Atit Intrapat              |             | Recorrente | Regular      |
| Kanyawee Songmuang          | Jane Mahattanoreuk             |             | Recorrente | Regular      |
| Sarit Tailetwichen          | Boss                           |             |            | Regular      |
| Nutchapan Paramacharenroj   | First                          |             |            | Regular      |
| Wongrawee Nateeton          | Pala                           |             |            | Regular      |
| Narupornkamol Chaisang      | Zomzom                         |             |            | Regular      |
| Atitaya Craig               | Mali                           |             |            | Regular      |
| Jirayus Khawbaimai          | Robot                          |             |            | Regular2     |

Notas
* ↑1  Sedthawut Anusit é creditado como membro recorrente da 1ª temporada, apesar de ser regular.

* ↑2  Jirayus Khawbaimai é creditado como membro regular da 3ª temporada, apesar de ser recorrente.

## Personagens principais
- Pachara Chirathivat como Win Chaichana Charatchaipracha, é o garoto mais popular da escola,  que consegue tudo o que quer. Mais tarde na série, ele cai no mundo das drogas e vida noturna.
- Ungsumalynn Sirapatsakmetha como Kwan Khongkwan Dilokthamsakul, uma estudante modelo vista por seus colegas como "a garota perfeita". Ela é a garota mais inteligente na escola, mas, eventualmente, torna-se estressada e profundamente afetada quando descobre segredos sobre sua família.
- Sirachuch Chienthaworn como Mhog Thawit Chaowakorakul, um menino recluso que é obcecado por fotografia. Ele sempre se sentiu diferente de tudo que vê e, talvez por isso, muitas das vezes entrou em conflito com seu pai, além de ser viciado em cigarros.
- Gunn Junhavat como Tar Olarn Tantiwongpaibul, um garoto ambicioso com uma paixão por ser um guitarrista de rock. Ele tinha uma atração por Toei, mas ela só o via como um amigo. Na 2ª temporada, ele desenvolve um afeto por KanomPang, irmã mais nova de Pop.
- Sutatta Udomsilp como Toei Thaneeda Kamolpaisarn, uma menina moleca e amigável que se dá melhor com amigos do sexo masculino do que com amigos do sexo feminino. Isso faz com que seus colegas do sexo feminino a considerem uma 'puta', e é quase estuprada pelo próprio professor.
- Chutavuth Pattarakampol como Phu Phubes Pattarakamporn, um saxofonista da banda da escola que tem dúvidas sobre sua orientação sexual. Ele era ex-namorado de Toei e restabelece uma relação de amor com ela. Ao mesmo tempo, ele gradualmente desenvolve um afeto por Thee, um colego de classe.
- Thanapob Leeratanakajorn como Phai Pollawat Lhaokhunapat, um garoto de cabeça quente que uma  vez ou outra se envolve em lutas ferozes com uma gangue de escola rival. Ele se apaixona por Sprite, mas mais tarde torna-se desconfortável com os relacionamentos passados e história sexual dela.
- Supassra Thanachat como Sprite Suttanuch Sujinthara, uma garota de espirito livre e sexualmente liberada. Ela se envolveu em sexo casual com outros colegas do sexo masculino, mas eventualmente se apaixona por Phai. No entanto, Phai sente-se inseguro sobre seus relacionamentos passados e história sexual.
- Sananthachat Thanapatpisal como Dao Dujdao Jumruspaisarn, uma menina sonhadora e inocente que gosta de colocar suas fantasias de romance em seu próprio site. Ela é retratada como um pouco inocente no amor e relacionamento sexual como resultado de ter uma mãe muito exigente e super protetora. Na segunda temporada, ela desenvolve um carinho para com sua melhor amiga Koi.
- Sedthawut Anusit como Thee Thatkamjon, um flautista da banda da escola. Ele é homossexual e profundamente apaixonado por Phu. Na 2ª temporada, ele desenvolveu sentimentos em relação ao seu calouro, Non.
- Kemisara Paladesh, como Koi Wiriya Korkietpirom, é a melhor amiga de Dao. Na segunda temporada, ela desenvolve uma relação de afeto por Dao.
- Napat Chokejindachai como Pop Panat Chaijindachoke, o repórter da escola que sabe sobre todos os acontecimentos na escola. Ele é um garoto com excesso de atuação e sempre protege sua irmã mais nova, Kanompang.
- Tonhon Tantivejakul como Phao Pattarakamporn, irmão mais novo de Phu, ele ama a música e decide ser um músico de sucesso.
- Thiti Mahayotaruk como Non Natchanon Kasemchanchai, um menino com personalidade brilhante, alegre, e amigável torna-se o novo melhor amigo de Thee. Ele se aproxima muito de Thee, só que mais tarde ele revela que só ve Thee como um "irmão". Na 3ª temporada, se junta e ganha o conselho estudantil da escola, mas renuncia devido aos problemas na escola. Ao trabalhar no conselho, ele se aproxima de Kanompang e se apaixona por ela.
- Pearwah N. Chatchaipholrat como Kanompang Phanin Chaijindachoke, uma garota atraente é a namorada de Tar e irmã mais nova de Pop. Ela é profundamente apaixonado por Tar a ponto de fazer qualquer coisa por ele inclusive se entregar de corpo e alma, mas Tar a rejeita. Na 3ª temporada, ela se junta ao conselho estudantil da escola como um vice-presidente das atividades escolares, mas mais tarde assume o papel de liderança depois d e Non renunciar.
- Narikunn Ketprapakorn como Oil Onamon Suwisuthakomol, é uma garota muito calma e fechada. Ela é melhor amiga de KanomPang, e mantem muitos segredos sobre si mesma, só que mais tarte os outros descobrem o fato de que ela é a proprietária de uma conta online falsa chamada "Sprite Sprite". Na 3ª temporada, ela se apaixona por First. Após Kanompang descobrir seus segredos, ela tenta cometer suicídio.
- Teeradon Supapunpinyo como Sun Atit Intrapat, o novo vocalista do See Scape Band. É colega de classe de KanomPang, e é um garoto engraçado e inocente com uma voz única. Na 3ª temporada, Sun substitui Tar como líder da See Scape Band. Ele fica emaranhado no mundo dos negócios de aluguel de amigo.
- Kanyawee Songmuang como Jane Mahattanoreuk, uma garota viciada em drogas. Ela se torna amiga de Win em Nova Iorque. Sempre fica bêbada e acaba dependendo de drogas. Na 3ª temporada, ela volta para a Tailândia após um evento trágico. Jane entra na Nadao Bangkok e se torna amiga de Kanompang e Sun.
- Sarit Tailetwichen como Boss, um menino inteligente e sério que quer fazer a diferença na escola. No entanto, ele não é popular, nem bem quisto por outros.
- Nutchapan Paramacharenroj como First, uma alegre alegre, divertido e carinhoso, que, por vezes, sai com Non e Pala. Há alguma história escondida por trás seu lado alegre.
- Wongrawee Nateeton como Pala, um garoto tranquilo e extremamente tímido. Ele vive com sua avó, que é extremamente rigorosa.
- Narupornkamol Chaisang Zomzom, uma menina resistente que muitas vezes briga com seus três amigos. Seus pais são divorciados, mas ela mantém um bom relacionamento com ambos os pais, e o amigo de seu pai, John.
- Atitaya Craig como Mali, a filha de John. Ela se muda com o pai da América para a Tailândia, e não entende muito bem o idioma tailandês. Torna-se irmã de ZomZom e tem um bom relacionamento com ela. Mali tem uma grande paixão por Sun.
- Jirayus Khawbaimai como Robot, um amigo próximo Phao. Eles vieram da mesma escola primária.

## Elenco recorrente
- Nichapat Charurattanawaree como Namfon, irmã de Mhog.
- Amonrat Kittikaosuwan como Ice, a repórter da escola.
- Nutnicha Luanganunkun como Bee, uma estudante 3º ano que está apaixonada por Win.
- Atikhun Adulpocatorn como Sompong, um menino nerd que é um colega de classe de Toei e Tar.
- Naphon Wongwatthana como Max, menino cujo cabelo foi cortado.
- Methakorn Supapuntaree como Din, amigo de Dao.
- Vasin Asvanarunat como Porsch, meio-irmão de Kwan.
- Thanabordee Jaiyen como Ter, melhor amigo de Boss. Apaixona-se por Non.
- Chanon Santinatornkul como Net. Se relaciona amorosamente com Koi.